# Glušnik
Glušnik je priprava namenjena zaščiti sluha pred prevelikim hrupom. 
Spada med osebna varovalna sredstva.

## Opis
Sestavljeni so iz dveh naušnikov, katera pokrivata ušesno školjko, ter iz povezovalnega loka. 
Povečini so izdelani iz plastične mase. Lok je lahko tudi  kovinski, zaradi lažje nastavitve dolžine. V naušnike je vgrajena akustična pena, ki poveča zračno upornost. S tem se tudi zmanjša amplituda valov. Energija se pretvori v toploto.

## Uporaba
Lahko se uporabljajo samostojno ali pa so vgrajeni v zaščitno čelado. Nekateri proizvajalci kombinirajo glušnike in slušalke, tako da omogočajo uporabniku  medsebojno komunikacijo tudi v zelo hrupnem okolju.

## Zaščita sluha
Glušnike bi morali uporabljati v vseh hrupnih okoljih, predvsem tam kjer se uporabljajo težka orodja, glasni delovni stroji, strelno orožje, itd. Uporaba glušnikov je priporočljiva v okoljih, kjer meja hrupa presega 80dB, v okoljih nad 85dB pa je obvezna.
Spodnja tabela prikazuje koliko časa smo lahko izpostavljeni različnim stopnjam hrupa.
| Nivo hrupa (dB(A)) | Maksimalna dnevna izpostavljenost |
| ------------------ | --------------------------------- |
| 85                 | 8 ur                              |
| 91                 | 2 ur                              |
| 97                 | 30 minut                          |
| 103                | 7 minut                           |